# Lophaspis scabriuscula
Lophaspis scabriuscula är en insektsart som beskrevs av Brunner von Wattenwyl 1895. Lophaspis scabriuscula ingår i släktet Lophaspis och familjen vårtbitare. Inga underarter finns listade i Catalogue of Life.